# 868.
◄ | 8. stoljeće | 9. stoljeće | 10. stoljeće | ►
◄ | 830-ih | 840-ih | 850-ih | 860-ih | 870-ih | 880-ih | 890-ih | ►
◄◄ | ◄ | 865. | 866. | 867. | 868. | 869. | 870. | 871. | ► | ►►
Astronomija • Književnost • Kršćanstvo • Pravo • Promet

## Događaji
- Udajom za Alfreda Velikog, Ealswitha postaje kraljica.

## Vanjske poveznice
|  | Zajednički poslužitelj ima još gradiva o temi 868. |